# Galium decumbens
Galium decumbens là một loài thực vật có hoa trong họ Thiến thảo. Loài này được (Ehrend.) Ehrend. & Schönb.-Tem. mô tả khoa học đầu tiên năm 1991.